# Ophiusa olista
Ophiusa olista  là một loài bướm đêm thuộc họ Erebidae. Loài này có ở Trung Quốc, Thái Lan và Nhật Bản.
Sải cánh dài 46–48 mm.